# فين كارتر
فين كارتر (بالإنجليزية: Finn Carter)‏ هي ممثلة أمريكية، ولدت في 9 مارس 1960 في الولايات المتحدة.

## أعمال

### مسلسلات
- موردر

## وصلات خارجية
- فين كارتر على موقع IMDb (الإنجليزية)
- فين كارتر على موقع ألو سيني (الفرنسية)
- فين كارتر على موقع أول موفي (الإنجليزية)
- فين كارتر على موقع قاعدة بيانات الأفلام السويدية (السويدية)
- فين كارتر على موقع قاعدة بيانات الفيلم (الإنجليزية)
- فين كارتر على موقع كينوبويسك (الروسية)